# Palazzo di Propaganda Fide
Il palazzo di Propaganda Fide, noto anche come palazzo Ferratini, è un palazzo di Roma, sito nel rione Colonna con affaccio su piazza di Spagna, che ospita la sede del Dicastero per l'evangelizzazione della Curia romana. Dalla firma dei Patti Lateranensi nel 1929 è uno dei possedimenti extraterritoriali della Santa Sede ed è esente da espropriazioni e tributi.

## Storia

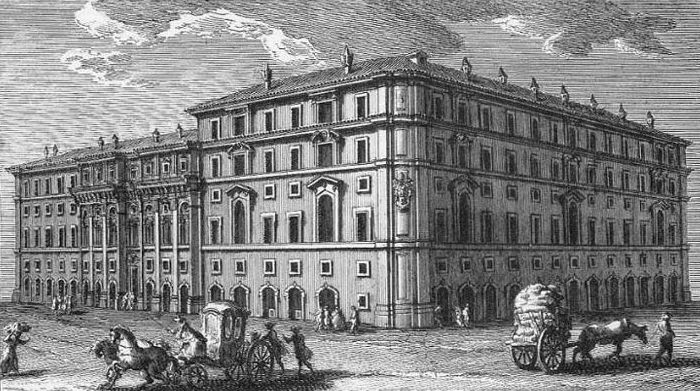
Il Palazzo di Propaganda Fide in una stampa di Giuseppe Vasi

Il primo nucleo del palazzo fu realizzato negli anni 1580 per ospitare la residenza del cardinale Bartolomeo Ferratini. Dopo una breve parentesi in cui il palazzo fu residenza del cardinale Giovan Battista Deti, gli eredi di Ferratini, nella speranza di ripianare i propri debiti, vendettero il palazzo contemporaneamente a monsignor Joan Baptista Vives (che lo pagò circa 14500 scudi) e ai marchesi Ruspoli; da questa doppia vendita scaturì una causa che fu tuttavia troncata nel 1624 da papa Urbano VIII, che ordinò la consegna dell'immobile a Vives per adibirlo a sede della Congregazione di Propaganda Fide e successivamente del Pontificio Collegio Urbano.
Tra il 1642 e il 1644 il pontefice incaricò Gian Lorenzo Bernini di progettare una nuova facciata del palazzo su piazza di Spagna mentre alcuni anni dopo Francesco Borromini fu incaricato di realizzare la facciata del palazzo su via di Propaganda. Sempre Bernini progettò una piccola chiesa dedicata al culto dei Magi, successivamente demolita e sostituita nel 1666 da un oratorio progettato da Borromini.
Nella sua veste di sede della Congregazione di Propaganda Fide, il palazzo ha ospitato anche le collezioni del Museo borgiano, con reperti raccolti dal cardinale Stefano Borgia (prefetto della Congregazione dal 1802 al 1804), poi trasformato in Museo missionario di Propaganda Fide.
Nel 2010 il palazzo si è trovato al centro delle cronache giudiziarie perché il cardinale Crescenzio Sepe, prefetto di propaganda Fide dal 2001 al 2006, è stato iscritto al registro degli indagati dalla Procura di Perugia, insieme all'ex ministro dei trasporti Pietro Lunardi, per dei sospetti e delle incongruenze riguardanti la manutenzione della facciata del palazzo in Piazza di Spagna. Le indagini sono ancora in corso.

## Descrizione

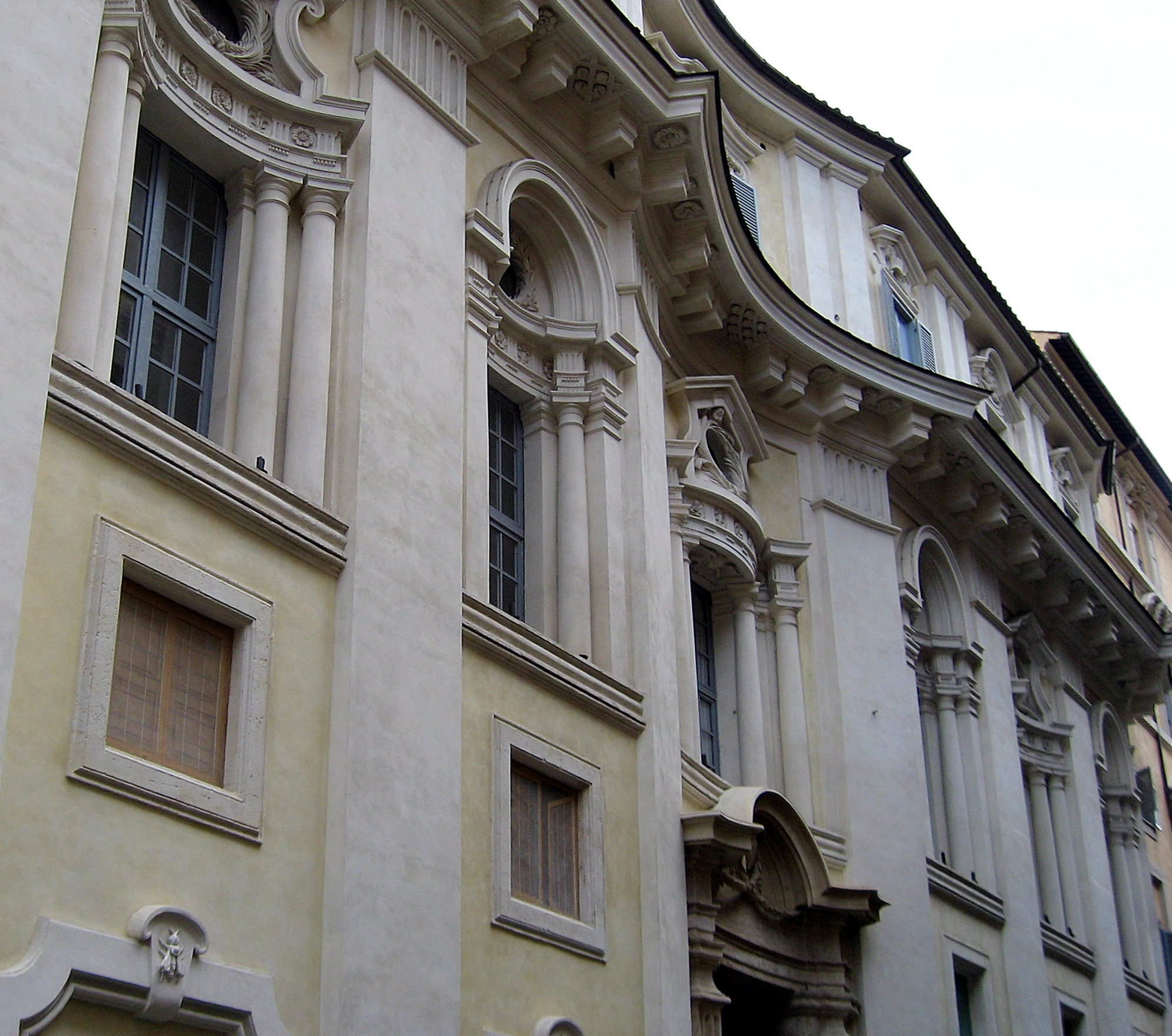
La facciata del palazzo su via di Propaganda realizzata da Francesco Borromini.

Il palazzo si trova nel rione Colonna ed è compreso tra piazza di Spagna, via di Propaganda, via di Capo le Case e via dei Due Macelli.
La facciata del Borromini è organizzata intorno a potenti paraste tra le quali le finestre delle ali laterali sono concave mentre quella centrale è convessa.
Un cornicione su mensole separa il piano nobile dall'attico. La sua porzione centrale è stavolta concava.
Per questo continuo movimento della facciata, il palazzo è considerato uno dei più interessanti esempi dell'architettura barocca di Roma.
Il palazzo, che ospitava la collezione etnografica-missionaria del Museo borgiano, poi passata in Vaticano, è attualmente visitabile previo accordo.
All'interno si trova ancora la Cappella dei Re Magi, sempre del Borromini.
Nel palazzo è presente un museo dove sono esposte opere per la maggior parte inedite, tra le quali uno straordinario Diluvio Universale di Salvator Rosa, due splendide vedute della Campagna romana di Jan Frans van Bloemen, detto l’Orizzonte, un importante Romolo e Remo di Marco Tullio Montagna, una splendida Annunciazione attribuita al fiammingo Denijs Calvaert, la spettacolare Pentecoste di Corrado Giaquinto, il dipinto Euntes in mundum universum, predicate evangelum di Gaetano Lapis, un San Giorgio del Guercino e ritratti firmati e datati da Anton von Maron e Antonio Canova.
Importanti interventi di restauro, nel rispetto dell'architettura originaria, sono stati compiuti ad opera degli Architetti Clemente Busiri Vici (Roma 1887 - ivi 1965) e Saverio Busiri Vici (Roma 1927 - ivi 2023) pubblicati in diversi volumi tra i quali: "Il Palazzo di Propaganda" di Giovanni Antonazzi, De Luca Editore 1979, riedito ed ampliato nel 2005; inoltre: "L'architettura di Saverio Busiri Vici e cenni su alcuni altri architetti della sua famiglia. Volume primo - 1651----1974", Editrice La Pace 1974.